# JVBT-55A
JVBT-55A (чеш. jeřábovací vyprošťovací buldozerový Tank) — Бронированная ремонтно-эвакуационная машина (БРЭМ) производившиеся в Чехословакии, создан на базе советского танка Т-55.

## История создания
БРЭМ JVBT-55A создан на базе другого БРЭМ чехословацкого производства VT-55A, которая  в свою очередь разработан на базе советского танка Т-55. Разработка началась в 1967 году в компании ZTS Martin, а испытания прототипа завершились в 1970 году. Серийное производство было начато в 1971 году и продолжалось до 1983 года. Всего было выпущено 508 единиц, как для нужд Чехословацкой Народной Армии, так и на экспорт различным странам, в том числе не входящим в ОВД. В Национальной народной армии был известен под обозначением T-55TK.

## Описание конструкции
JVBT- 55A - бронемашина предназначенная для полевого ремонта, эвакуации подбитых бронемашин и поддержки бронетанковых подразделений на поле боя. От предыдущей машины VT-55A отличается более мощным краном с грузоподъёмностью в 20 тонн, что позволяет выполнять полевой ремонт в сложных условиях, предполагающий частичный разбор танка (такой как частичный демонтаж башни, замена двигателя и даже подъём бронированных машин массой менее 20 тонн). Может быть использован для буксировки транспортных средств, а также для земляных работ. Машина оборудована ОПВТ, что позволяет пересекать водные преграды глубиной до 5 метров.
Из оборудования JVBT-55A имеет:
- пулемёт ПК калибром 7,62 мм
- ОПВТ "RIEKA"
- Бульдозерный отвал БТУ-55
- Система противопожарной защиты
- Система постановки дымовой завесы
- Система защиты экипажа от радиационных, биологических и химических угроз
- Инструменты для полевого ремонта техники
- РадиооборудованиеВенгерский JVBT-55A на выставке в военном музеи в Кетцеле
- Гидравлический кран с лебёдкой с максимальным тяговым усилием 750 кН
- Запасная лебёдка

## Операторы

### Современные
- Ирак
- Ливия
- Венгрия
- Словакия
- Словения
- Сербия
- Финляндия
- Чехия

### Бывшие
- ГДР
- СФРЮ
- Чехословакия